# تپه توپراق
تپه توپراق مربوط به دوره اشکانیان - سده‌های میانه دوران‌های تاریخی پس از اسلام است و در شهرستان آشتیان، بخش مرکزی، دهستان مزرعه نو، روستای انانجرد واقع شده و این اثر در تاریخ ۲۶ اسفند ۱۳۸۶ با شمارهٔ ثبت ۲۲۰۸۶ به‌عنوان یکی از آثار ملی ایران به ثبت رسیده است.